# プログレソ (ユカタン州)
プログレソ（西: Progreso）は、メキシコ・ユカタン州の港湾都市。ユカタン州の北西部にあり、メキシコ湾に面している。ユカタン州の州都でありユカタン半島最大の都市であるメリダからの距離は約36km。2010年の国勢調査によるプログレソの人口は37,369人であり、ユカタン州では6番目に多かった。都市は同名の自治体の中心地である。自治体域は270.10km2であり、2010年の自治体人口は53,958人だった。

## 歴史

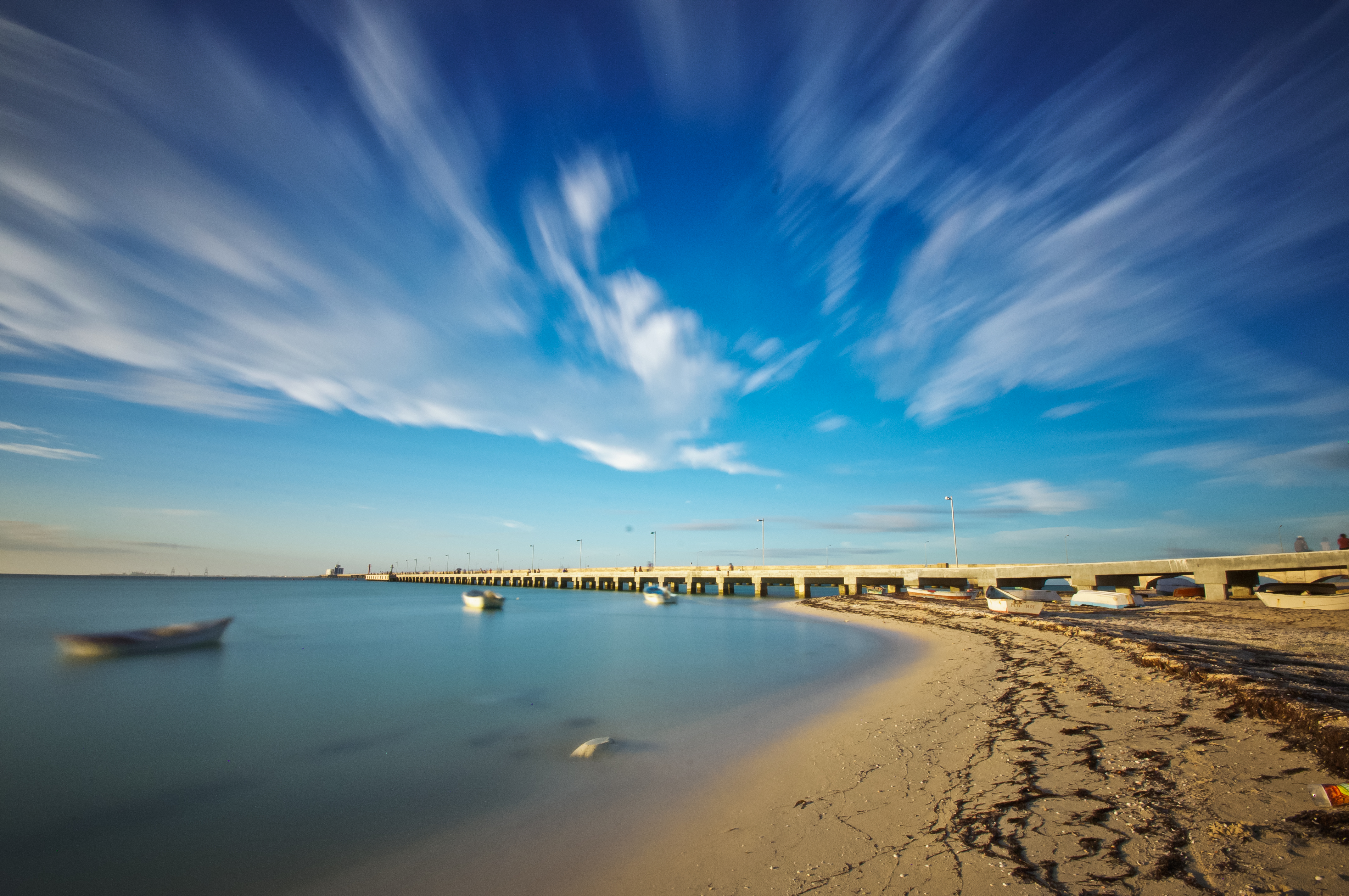
沖合にせり出した桟橋

19世紀後半、アメリカ合衆国資本がユカタン州で採れるエネケン繊維の大量買占めを行っていた。エネケン産業拡大の為には、以前から繊維を輸出していた同州のシサル港よりも大規模な港が必要不可欠であった。それゆえ、19世紀末から港のインフラストラクチャーが整備され、メリダとプログレソを結ぶ鉄道も開通した。これはユカタン州で初めて開業した鉄道路線である。
プログレソの町から130km沖合にはペレス島を含むアラクラネス岩礁国立公園がある。プログレソは漁業と貨物輸送の中心地であり、プレグレソに集まった荷物はユカタン州、カンペチェ州、キンタナ・ロー州に配送される。プログレソはリゾート地としても開発され、大型クルーズ船が停泊する港湾でもある。1989年には遠浅の沖合に向かって6.5kmもせり出した長大な桟橋が完成した。クルーズ船の乗客はプレグレソで船を降りた後、プログレソやメリダの町を観光したり、ウシュマルやジビルチャルトゥンなどマヤ文明の古代遺跡を訪れる。7月から8月にはビーチが人々で埋め尽くされるが、その多くは国内からの観光客であり、メリダ在住の富裕層が海沿いの良好な環境を求めて夏季のみ滞在することもある。